# West Pearl Tower
West Pearl Tower (chiń. 四川广播电视塔; pinyin Sìchuān Guǎngbò Diànshìtǎ) - wieża w Chengdu, w Chinach, o wysokości 339 m. Wieża została otwarta w 2006.